# Laszlo Alexandru
Laszlo Alexandru (n. 4 mai 1966, Cluj) este un scriitor și un publicist de expresie română. Este profesor de limba italiană și traducător din limbile franceză și italiană în română.

## Biografie
Provine dintr-o familie maghiară de muncitori și țărani. A studiat la secția română a Liceului „Ady-Șincai” din Cluj-Napoca, între 1980 și 1984. În perioada 1985-1989 și-a continuat studiile la Facultatea de Filologie a Universității „Babeș-Bolyai”, unde a absolvit secția română-italiană.
A participat, în condiții tensionate, la rebeliunea anticomunistă de la Cluj, din decembrie 1989. A descris succint, în cîteva texte publicate, circumstanțele în care au fost împușcați unii revoluționari clujeni.

## Activitate profesională
Începînd cu anul 1992, e profesor de limba italiană la Colegiul Național „George Barițiu” din Cluj-Napoca.
Debutul absolut în presa literară are loc cu eseul Pornind de la o virgulă..., în revista România literară, nr. 31/1991. Debutează editorial cu volumul Între Icar și Anteu, Cluj, Ed. Dacia, 1996.
Și-a susținut în 1998 teza de doctorat cu titlul Criticul literar Nicolae Manolescu, în cadrul Facultății de Litere din Universitatea Babeș-Bolyai.
A înființat în 1996 și conduce Fundația Culturală „Amici”. A înființat și a condus pe internet revista culturală poliglotă E-Leonardo (2003-2012).
A obținut burse de studii și specializare în Italia, la Universita' degli Studi din Milano (iulie 1993), la Universita' per Stranieri din Perugia (august 2001) etc.
A participat la colocvii și simpozioane, a susținut conferințe în limbile română, italiană sau engleză, la București, Bruxelles, Baia Mare, Beclean, Bistrița, Brașov, Brăila, Carei, Chișinău, Cluj, Craiova, Florența, Rodna, Satu Mare, Sighetu Marmației și Tîrgu Mureș, pe diverse teme de literatură română și italiană, precum și de comunicare culturală poliglotă pe internet.
A fost invitat special în numeroase emisiuni culturale radiofonice (la Radio Cluj, la CD Radio Cluj, la Radio România Internațional etc.), precum și televizate (TVR 2, TVR 3, TVR Cluj, TV NCN Cluj etc.).
Colaborează cu eseuri, polemici și traduceri la numeroase publicații literare românești tipărite, din țară și din străinătate (SUA, Israel, Germania, Italia), precum și pe unele site-uri de pe internet. Între ianuarie 2005 și ianuarie 2013 are o prezență permanentă în Tribuna de la Cluj, unde are o rubrică proprie. Între 2010 și 2012 se exprimă în comentarii culturale zilnice pe blogul revistei Tribuna. Între 2010 și 2011 este redactor asociat la revista lunară Obiectiv cultural din Brăila, unde susține o rubrică permanentă. În 2014 este primit în Uniunea Scriitorilor din România, filiala Cluj . Pentru activitatea ca profesor și scriitor, ca italienist, a primit numeroase premii și distincții, în România, Spania și Italia. A fost decorat de Președintele Italiei cu distincția "Steaua Italiei", în grad de cavaler.

## Volume proprii
1. Literatura română

- Între Icar și Anteu, polemici, Cluj, Ed. Dacia, 1996, ISBN 973350582 X;
- Orient Expres, polemici, Cluj, Ed. Dacia, 1999, ISBN 9733508853;
- Grîul și neghina, polemici și alte eseuri, Chișinău, Ed. Știința, 2002, ISBN 997567294 9;
- Criticul literar Nicolae Manolescu, studiu academic, Cluj, Ed. Dacia, 2003, ISBN 9733516473; ediția a doua, revăzută și adăugită, Pitești, Ed. Paralela 45, 2009, ISBN 9789734706624;
- Vorbind, împreună cu Gheorghe Grigurcu și Ovidiu Pecican, Cluj, Ed. Limes, 2004, ISBN 9737260066;
- Toate pînzele sus!, polemici, Cluj, Ed. Grinta, 2005, ISBN 9737651049;
- Viceversa!, polemici pro și contra lui Paul Goma, Timișoara, Ed. Bastion, 2008, ISBN 9789731980249;
- Muzeul figurilor de ceară, polemici, Pitești, Ed. Paralela 45, 2009, ISBN 9789734706013;
- Viața de zi cu zi. Însemnări pe blog (2010), București, Herg Benet Publishers, 2011, ISBN 9786068335018;
- Exerciții de singurătate. Însemnări pe blog (2011), București, Herg Benet Publishers, 2012, ISBN 9786068335384;
- Tutti frutti. Însemnări pe blog (2012), București, Herg Benet Publishers, 2013, ISBN 9786068335759;
- Uriașe lucruri mici. Însemnări pe blog (2013), București, Herg Benet Publishers, 2014, ISBN 9786068530703;
- Stări de spirit. Însemnări pe blog (2014-2017), Cluj, Editura Ecou Transilvan, 2018, ISBN 9786067303834;
- Conferințe literare, Cluj, Casa Cărții de Știință, 2019, ISBN 9786061714346;
- Cum se inventează un huligan? Mihail Sebastian, ziarist la "Cuvîntul", Chișinău, Editura Cartier, 2019, ISBN 9789975863810;
- Viață șocantă. Scrieri despre evrei, Editura Saga, Israel, Editura Ecou Transilvan, Cluj, România, 2021, ISBN 9786067308174;

2. Limba-literatura italiană

- Dicționar italian-român, Cluj, Ed. Dacia, 1999, ISBN 973350839X;
- Dicționar practic italian-român și român-italian, Cluj, Ed. Dacia, 2003, ISBN 9733516562;
- Dicționar italian-român, român-italian, Chișinău, Ed. Știința, 2006, ISBN 9789975675338 (legat), ISBN 9789975675345 (broșat); ediția a doua revăzută și completată cu un ghid de conversație, Chișinău, Ed. Știința, 2016, ISBN 9789975850100 (legat), ISBN 9789975850117 (broșat);
- Memorator de limba italiană. Gramatică practică, Cluj, Ed. Eikon, 2007, ISBN 9789737570857; ediția a doua, Cluj, Ed. Casa Cărții de Știință, 2015, ISBN 9786061708284; ediția a treia, Cluj, Ed. Ecou Transilvan, Colecția de italiană, 2018, ISBN 9786067304329; ediția a patra, Cluj, Ed. Ecou Transilvan, Colecția de italiană, 2023, ISBN 9786067309966;
- Prin pădurea întunecată. Dialoguri despre Dante, în colaborare cu Ovidiu Pecican, București, Ed. Vinea, 2011, ISBN 9789736983191;
- A revedea stelele. Contribuții la studiul operei lui Dante, Cluj, Ed. Casa Cărții de Știință, 2013, ISBN 9786061703395; ediția a doua, adăugită, Cluj, Ed. Ecou Transilvan, Colecția de italiană, 2018, ISBN 9786067304305;
- Per la selva oscura. Dante parlato, in collaborazione con Ovidiu Pecican, traduzione italiana di Laszlo Alexandru, illustrazioni di Alexandru Pecican, con la presentazione di Patrizio Trequattrini, București, Ed. Vinea, 2013, ISBN 9789736983597; seconda edizione, Cluj, Editura Ecou Transilvan, 2021, ISBN 9786067307436;
- Antologia di letteratura italiana per le scuole, Cluj, Ed. Ecou Transilvan, Colecția de italiană, 2018, ISBN 9786067304312;
- Lectura lui Dante. Infernul, Chișinău, Editura Cartier, 2020, 624 p., ISBN 9789975864619;
- Lectura lui Dante. Purgatoriul, Chișinău, Editura Cartier, 2020, 664 p., ISBN 9789975864626;
- Lectura lui Dante. Paradisul, Chișinău, Editura Cartier, 2020, 680 p., ISBN 9789975864633;
- A urca la stele. Noi contribuții la studiul lui Dante, Cluj, Ed. Ecou Transilvan, Colecția de italiană, 2023, ISBN 9786303110721.

## Volume traduse
1. Din franceză în română

- Romain Gary (Emile Ajar), Ai toată viața înainte, roman, traducere și prefață, Buc., Ed. Univers, 1993, ISBN 9733401986; ed. a 2-a: 2006; ed. a 3-a: 2013; ed. a 4-a: 2020;
- Raymond Queneau, Zazie în metrou, roman, traducere și pseudopostfață, cu o prefață de Luca Pițu, Pitești, Ed. Paralela 45, 2001, ISBN 9735934019; ed. a 2-a: 2004; ed. a 3-a: 2008;
- Raymond Queneau, Sîntem mereu prea buni cu femeile, roman, traducere și prefață, Pitești, Ed. Paralela 45, 2005, ISBN 9736975568;
- Catherine Siguret, Femei celebre pe divan (Colette, Virginia Woolf, Marlene Dietrich, Josephine Baker, Simone de Beauvoir, Edith Piaf, Maria Callas, Jackie Kennedy, Dalida, Françoise Sagan, Lady Diana), București, Curtea Veche Publishing, 2009, ISBN 9789736696244.

2. Din italiană în română

- Luigi Accattoli, Karol Wojtyla. Omul sfîrșitului de mileniu, Cluj, Casa de Editură Viața Creștină, 1999, ISBN 9739288219;
- Renzo Allegri, Padre Pio. Omul speranței, Cluj, Casa de Editură Unitas a călugărilor bazilieni, 2001, ISBN 9738509408; ediția a doua, aceeași editură, 2002; ediția a treia, Cluj, Casa de Editură Viața Creștină, 2011, ISBN 9738427029;
- Umberto Eco, A spune cam același lucru. Experiențe de traducere, Iași, Editura Polirom, Colecția Collegium Litere, 2008, ISBN 9789734612109;
- Giovanni Papini, Dante viu, Bistrița, Editura Pergamon, 2009, ISBN 9786069206126;
- Patrizio Trequattrini, Furio, Cluj, Editura Eikon, 2010, ISBN 9789737573162;
- Patrizio Trequattrini, Șantajul, București, Herg Benet Publishers, 2011, ISBN 9786068335049;
- Andrea Tornielli, Domenico Agasso jr., Sfaturi prietenești de la Papa Francisc. Cuvinte care ne ajută să trăim mai bine, Cluj, Casa de Editură Viața Creștină, 2017, ISBN 9789736741449;
- Luigi Pirandello, Nuvele pentru un an, Volumul 1, Șalul negru, Cluj, Editura Ecou Transilvan, 2019, ISBN 9786067304992;
- Luigi Pirandello, Nuvele pentru un an, Volumul 2, Viața goală, Cluj, Editura Ecou Transilvan, 2019, ISBN 9786067305005;
- Luigi Pirandello, Nuvele pentru un an, Volumul 3, Țopăiala, Cluj, Editura Ecou Transilvan, 2020, ISBN 9786067306156;
- Luigi Pirandello, Nuvele pentru un an, Volumul 4, Bărbatul singur, Cluj, Editura Ecou Transilvan, 2020, ISBN 9786067306163;
- Luigi Pirandello, Nuvele pentru un an, Volumul 5, Musca, Cluj, Editura Ecou Transilvan, 2021, ISBN 9786067307344;
- Luigi Pirandello, Nuvele pentru un an, Volumul 6, În liniște, Cluj, Editura Ecou Transilvan, 2021, ISBN 9786067307351;
- Fabio Rosini, Arta vindecării. Femeia cu hemoragie și calea vieții sănătoase, Cluj, Casa de Editură Viața Creștină, 2021, ISBN 9789736741937;
- Luigi Pirandello, Nuvele pentru un an, Volumul 7, Toate trei, Cluj, Editura Ecou Transilvan, 2022, ISBN 9786067308600;
- Luigi Pirandello, Nuvele pentru un an, Volumul 8, De la nas la cer, Cluj, Editura Ecou Transilvan, 2022, ISBN 9786067308617;
- Luigi Pirandello, Nuvele pentru un an, Volumul 9, Donna Mimma, Cluj, Editura Ecou Transilvan, 2023, ISBN 9786303110011;
- Luigi Pirandello, Nuvele pentru un an, Volumul 10, Bătrînul Dumnezeu, Cluj, Editura Ecou Transilvan, 2023, ISBN 9786303110028;
- Enrico Del Gaudio, Caino uccide ancora / Cain ucide din nou, volum bilingv, Cluj, Editura Ecou Transilvan, 2023, ISBN 9786303110714;
- Luigi Pirandello, Nuvele pentru un an, Volumul 11, Chiupul, Cluj, Editura Ecou Transilvan, 2024, ISBN 9786303111216;
- Luigi Pirandello, Nuvele pentru un an, Volumul 12, Călătoria, Cluj, Editura Ecou Transilvan, 2024, ISBN 9786303111223;
- Luigi Pirandello, Nuvele pentru un an, Volumul 13, Candelora, Cluj, Editura Ecou Transilvan, 2025, ISBN 9786303112411;
- Luigi Pirandello, Nuvele pentru un an, Volumul 14, Berecche și războiul, Cluj, Editura Ecou Transilvan, 2025, ISBN 9786303112428;
- Luigi Pirandello, Nuvele pentru un an, Volumul 15, O zi, Cluj, Editura Ecou Transilvan, 2025, ISBN 9786303112435.

3. Din română în italiană

- Accademia Romena; Istituto di Archeologia e Storia dell’Arte; Associazione per le Relazioni Culturali fra Italia e Romania, Omaggio a Dinu Adamesteanu, traduzione italiana: Grațiana Alicu, Laszlo Alexandru; traduzione francese: Tiberiu Toader, Cluj, Editura Clusium, 1996, ISBN 9735550962;
- Per la selva oscura. Dante parlato, in collaborazione con Ovidiu Pecican, traduzione italiana di Laszlo Alexandru, illustrazioni di Alexandru Pecican, con la presentazione di Patrizio Trequattrini, București, Ed. Vinea, 2013, ISBN 9789736983597; seconda edizione, Cluj, Editura Ecou Transilvan, 2021, ISBN 9786067307436;
- Gelu Hossu, Il Card. Iuliu Hossu. Spirito della Verità, traduzione italiana di Laszlo Alexandru, Cluj, Casa de Editură Viața Creștină, 2019, ISBN 9789736741623;
- Mirela Duma, Haiku, traduzione italiana di Laszlo Alexandru, Aversa, Italia, Pasquale Gnasso Editore, 2020, ISBN 9788894962352.

## În volume colective
- Dialog între Gheorghe Grigurcu - Laszlo Alexandru - Ovidiu Pecican, Clujul ca biografie, în vol. Clujul din cuvinte, antologie ilustrată alcătuită de Irina Petraș, Cluj, Casa Cărții de Știință, 2008, p. 173-190, ISBN 9789731334745;

- Cum am citit eu "Istoria critică a literaturii române" (O conferință), în vol. Nicolae Manolescu - 70, coordonatori: Ion Bogdan Lefter și Călin Vlasie, Pitești, Editura Paralela 45, 2009, p. 225-238, ISBN 9789734707973;

- Cum să predăm limba italiană?, în vol. Conferința internațională "Real și virtual în evoluția educabilului", Cluj-Napoca, Editura Risoprint, 2010, p. 258-267, ISBN 9789735302665; Come insegnare l'italiano?, în vol. The International Conference "Real & Virtual in Learner's Development", Cluj-Napoca, Editura Risoprint, 2010, p. 268-277, ISBN 9789735302672;

- Gheorghe Grigurcu: a fi scriitor în vremurile noastre, Mircea Eliade în conștiința noastră, Genul epistolar în literatura română, în vol. Cartea colocviilor, ediție alcătuită și îngrijită de Aurel Podaru, prefață de Andrei Moldovan, Cluj-Napoca, Editura Eikon, 2012, p. 288-294, 333-345, 411-430, ISBN 9789737576392;

- Traducerea ca exercițiu de stil, în vol. Esturi și Vesturi: literatură, filosofie, cultură, conferință științifică internațională, Chișinău, CEP USM, 2013, p. 193-197, ISBN 9789975714426;

- Cu Dante în Purgatoriu, în vol. Întâlnirile Clubului Saeculum, ediție îngrijită de Aurel Podaru, prefață de Andrei Moldovan, Cluj, Casa Cărții de Știință, 2015, p. 75-92, ISBN 9786061706211;

- Predarea limbii italiene la Colegiul Național "George Barițiu" din Cluj-Napoca, în Antologia revistei de aspirație și cultură "Zorile", îngrijită de prof. Cristina Motocu, Cluj-Napoca, Editura Alma Mater, 2014, p. 39-40, ISBN 9786065041745;

- "Lectura Dantis" ca spectacol literar, în vol. Omul nou al Europei: modeluri, prototipuri, idealuri, materialele conferinței stiințifice internaționale din 23-24 mai 2014, Chișinău, Editura CEP USM, 2014, p. 194-201, ISBN 9789975715782;

- Clujul memorabil, în vol. Povești despre Cluj, coordonare volum Tudor Sălăgean, prefață Sebastian-Iacob Moga, Cluj-Napoca, Editura Școala Ardeleană, 2015, p. 175-184, ISBN 9786068770192. Memorable Cluj, in Stories of Cluj, volume coordinator: Tudor Sălăgean, foreword by Sebastian-Iacob Moga, translation by Laura Zmicală, Editura Școala Ardeleană, Cluj-Napoca, 2015, p. 179-189; ISBN: 9786068770673;

- Mihail Sebastian și politica de la "Cuvîntul", în vol. În oglinzile democrației. Literatura europeană și etica societară, publicat de Universitatea de Stat din Moldova,  Facultatea de Limbi și Literaturi Străine, coordonator: conf. univ. dr. Tatiana Ciocoi, Chișinău, 2015, p. 227-253; ISBN: 9789975717175;

- "Suntem un ansamblu de valori", dialog realizat de Diana Meheș, în vol. Dialoguri maramureșene, coordonare volum Daniela Sitar-Tăut, Baia Mare, Editura Actaeon Books, 2016, p. 106-111, ISBN 9789730215403;

- O plimbare pe strada Mircea Zaciu, în vol. Povești despre Cluj III, coordonare volum Tudor Sălăgean, prefață Victor-Eugen Salcă, Cluj-Napoca, Editura Școala Ardeleană, 2017, p. 193-205, ISBN 9786067971880;

- 21 decembrie 1989 în Mănăștur, în vol. Povești despre Cluj V, coordonare volum Tudor Sălăgean, prefață Victor-Eugen Salcă, Cluj-Napoca, Editura Școala Ardeleană, 2019, p. 173-191, ISBN 9786067974478;

- Ion D. Sîrbu - exilul interior, în vol. Locul și importanța operei lui Ion D. Sîrbu în literatura română postbelică (1945-1989), coordonator Ioan Lascu, Colocviul Național Centenar "Ion D. Sîrbu", 27-28 iunie 2019, Craiova, Uniunea Scriitorilor din România, Editura Autograf MJM, 2019, p. 91-102, ISBN 9786067091632;

- Istoria literaturii române, de la origini pînă la Nicolae Manolescu, în vol. Istoriile literaturii române, studii, eseuri, cronici, Antologie alcătuită de Irina Petraș, Cluj-Napoca, Editura Școala Ardeleană, 2020, p. 304-316, ISBN 9786067975383;

- George Coșbuc, il primo traduttore integrale della "Divina Commedia" in romeno, în vol. Nouvellement traduit. Dante in altre lingue romanze, a cura di Claudio Gigante e Simone Ventura, Firenze, Franco Cesati Editore, 2023, p. 63-69, ISBN 979-12-5496-082-0;

- Dante - rugăciunea către Sfînta Fecioară, în vol. Vremea uitată. Eseiști ai Transilvaniei, studii, eseuri, cronici, Antologie coordonată de Irina Petraș, redactată de Constantina Raveca Buleu, Cluj-Napoca, Editura Școala Ardeleană, 2025, p. 314-325, ISBN 9786303142746.

## Ediții, prefețe, postfețe
- Coranul, ediție îngrijită, 1992;
- Paul Goma, Scrisori întredeschise, ediție îngrijită, 1995;
- Paul Goma, Jurnal pe sărite, prefață, 1997;
- Giovanni Boccaccio, Decameronul, postfață, 2000;
- Teodor Boșca, Poezia preromantică în Anglia, Franța, Germania, Italia și Spania, ediție îngrijită, 2007;
- George Coșbuc, Comentarii la "Divina Comedie", prefață, 2007.

## Teatru
- Ai toată viața înainte, după Romain Gary, traducerea de Laszlo Alexandru, dramatizarea și regia de Alina Rece, în repertoriul Teatrului Nottara din București începînd cu aprilie 2009;
- Mizerabilii, mon amour, după romanul Ai toată viața înainte de Romain Gary, traducerea de Laszlo Alexandru, transpunerea scenică și regia de Alina Rece, "one woman show" al actriței Oana Stancu, în repertoriul Teatrului Colibri din Craiova începînd cu noiembrie 2009.

## Film
- Dimineața care nu se va sfîrși, scenariul și regia Ciprian Mega, traducere în italiană de Laszlo Alexandru, Premiul "Istess per il Giubileo della Misericordia" la Festivalul Internațional de Film de la Terni, Italia, noiembrie 2016;
- Le lacrime, film artistic de scurt metraj în limba italiană, adaptare după Luigi Pirandello, regia, imaginea și montajul de Laszlo Alexandru, februarie 2022; premiul 3 la categoria Video, în cadrul Concursului Internațional "Uno, nessuno e centomila", Agrigento, Italia, aprilie 2022;
- Nel dubbio (Îndoieli), film artistic de scurt metraj în limba italiană, adaptare după Luigi Pirandello, împreună cu zece elevi de la Colegiul Național "G. Barițiu" din Cluj-Napoca, regia, imaginea și montajul de Laszlo Alexandru, 2024; premiul 3 la categoria Video, în cadrul Concursului Internațional "Uno, nessuno e centomila", Agrigento, Italia, mai 2024;
- Autunno (Toamnă), film artistic de scurt metraj în limba italiană, adaptare după nuvela Erezia catară de Luigi Pirandello, împreună cu nouăsprezece elevi de la Colegiul Național "G. Barițiu" din Cluj-Napoca, regia, imaginea și montajul de Laszlo Alexandru, 2025; Premiul Special la categoria Video, în cadrul Concursului Internațional "Uno, nessuno e centomila", Agrigento, Italia, aprilie 2025.

## Distincții primite
- „Premio Speciale alla categoria Video” pentru „Autunno”, adaptare a unei nuvele de Luigi Pirandello, de către 19 elevi de la Colegiul Național „G. Barițiu”, coordonați de prof. dr. Laszlo Alexandru; premiu atribuit în cadrul concursului internațional de literatură „Uno, nessuno e centomila”, ediția a opta, de la Agrigento, Sicilia, de către Ministerul Afacerilor Externe și al Cooperării Internaționale al Italiei și Primăria Orașului Agrigento (3 aprilie 2025);
- „Marele Premiu” Internacional del libro traducido, pentru volumele 11 și 12 din „Nuvele pentru un an” de Luigi Pirandello; premiu atribuit de La Casa de la Cultura de Rumania, Getafe-Madrid, Spania (20 septembrie 2024);
- „Terzo Premio alla categoria Video” pentru „Nel dubbio”, adaptare a unei nuvele de Luigi Pirandello, de către 10 elevi de la Colegiul Național „G. Barițiu”, coordonați de prof. dr. Laszlo Alexandru; premiu atribuit în cadrul concursului internațional de literatură „Uno, nessuno e centomila”, ediția a șaptea, de la Agrigento, Sicilia, de către Ministerul Afacerilor Externe și al Cooperării Internaționale al Italiei și Primăria Orașului Agrigento (9 mai 2024);
- Titlul „Cavaliere della Stella d'Italia”, conferit de Președintele Republicii Italiene, la propunerea Ministrului Afacerilor Externe al Italiei (17 mai 2023) și înmânat de Ambasadorul Italiei în România, Alfredo Maria Durante Mangoni (6 octombrie 2023)[6];
- Premiul Revistei „La Mongolu” pe anul 2021, pentru proiectul traducerii integrale a celor cincisprezece volume de proză scurtă de Luigi Pirandello, din care primele opt volume au apărut deja (23 iunie 2022);
- „Terzo Premio alla categoria Video” pentru „Le lacrime”, adaptare la teatru a unei nuvele de Luigi Pirandello, de către 17 elevi de la Colegiul Național „G. Barițiu”, coordonați de prof. dr. Laszlo Alexandru; premiu atribuit în cadrul concursului internațional de literatură „Uno, nessuno e centomila”, ediția a cincea, de la Agrigento, Sicilia, de către Ministerul Afacerilor Externe al Italiei și Primăria Orașului Agrigento (8 aprilie 2022);
- Medaglia d'Argento e titolo di Socio Onorario del Giglio Blu di Firenze, Italia, pentru activitatea de cercetător al operei lui Dante (3 decembrie 2021);
- „Premio Strada degli Scrittori” pentru „Ricordi paralleli”, adaptare la teatru a unei nuvele de Luigi Pirandello, de către elevii Amanda Cătinean și Stefano Lăzăruc de la Colegiul Național „G. Barițiu”, coordonați de prof. dr. Laszlo Alexandru; premiu atribuit în cadrul concursului internațional de literatură „Uno, nessuno e centomila”, ediția a patra, de la Agrigento, Sicilia, de către Ministerul Afacerilor Externe al Italiei, Ministerul Instrucției din Italia și Primăria Orașului Agrigento (12 noiembrie 2021);
- „Premiul Special” pe anul 2020, din partea Uniunii Scriitorilor din România, pentru cele trei volume „Lectura lui Dante” (2 iunie 2021);
- Premiul „Eseul Anului 2019” pentru cartea „Cum se inventează un huligan? Mihail Sebastian, ziarist la Cuvîntul”, din partea site-ului „Clujul cultural” (20 iulie 2020);
- „Diploma di Eccellenza” per i risultati eccezionali ottenuti per la preparazione degli allievi in lingua italiana; premiu atribuit de Consulatul Onorific al Republicii Italiene din Cluj (29 mai 2019);
- „Diploma of Bronze Medal” pentru traducerea vol. 1 din „Nuvele pentru un an” de Luigi Pirandello, „Șalul negru”, la EuroInvent Book Salon, European Exhibition of Creativity and Innovation, 11 Edition, Iași (16 mai 2019);
- „Terzo Premio” pentru „La buon'anima ritorna”, adaptare la teatru a unei nuvele de Luigi Pirandello, de către elevii Alex Briciu și Miruna Danciu de la Colegiul Național „G. Barițiu”, coordonați de prof. dr. Laszlo Alexandru; premiu atribuit în cadrul concursului internațional de literatură „Uno, nessuno e centomila”, ediția a treia, de la Agrigento, Sicilia, de către Ministerul Afacerilor Externe al Italiei și Primăria Orașului Agrigento (10 mai 2019);
- „Premio speciale Città di Agrigento” pentru „Tradimenti”, adaptare la teatru a unei nuvele de Luigi Pirandello, de către elevul Robert Apa de la Colegiul Național „G. Barițiu”, coordonat de prof. dr. Laszlo Alexandru; premiu atribuit în cadrul concursului internațional de literatură „Uno, nessuno e centomila”, ediția a doua, de la Agrigento, Sicilia, de către Ministerul Afacerilor Externe al Italiei, Ministerul Instrucției din Italia și Primăria Orașului Agrigento (18 mai 2018);
- „Premio straordinario per l'impegno” pentru „Due letti a due”, adaptare la teatru a unei nuvele de Luigi Pirandello, de către un grup de elevi ai Colegiului Național „G. Barițiu”, coordonați de prof. dr. Laszlo Alexandru; premiu atribuit în cadrul concursului internațional de literatură „Uno, nessuno e centomila” de la Agrigento, Sicilia, de către Ministerul Afacerilor Externe al Italiei, Ministerul Instrucției din Italia și Primăria Orașului Agrigento (1 iunie 2017);
- Premiul „Ghiduri și dicționare pentru învățarea limbilor străine”, pentru lucrarea Memorator de limba italiană: gramatică practică, atribuit de Biblioteca Județeană „Octavian Goga” Cluj și Consiliul Județean Cluj (decembrie 2016);
- Diplomă de excelență din partea Guvernului României, „pentru palmaresul realizat în domeniul educației și poziția de excelență deținută în galeria de olimpici ai școlii românești” (septembrie 2008);
- Diplomă de excelență din partea Instituției Prefectului Județului Cluj, „pentru rezultate deosebite obținute la olimpiadele naționale și pentru contribuția adusă la sporirea prestigiului învățămîntului clujean” (iunie 2005);
- Scrisoare de mulțumiri din partea Președintelui Consiliului Județean Cluj, „pentru performanțele profesionale care dau măsura valorii școlii clujene” (2011);
- Diplomă de excelență din partea Inspectoratului Școlar Județean Cluj și a Consiliului Județean Cluj, „pentru performanțe deosebite obținute în pregătirea elevilor premianți la concursurile naționale” (decembrie 2003, mai 2004, iunie 2005, iunie 2006, iunie 2007, mai 2008, iunie 2011, iunie 2012, noiembrie 2013, octombrie 2014, octombrie 2016, octombrie 2018, octombrie 2019, noiembrie 2023, noiembrie 2024);
- Diplomă de excelență din partea Partidului Național Țărănesc Creștin Democrat, Organizația Județeană Cluj, „pentru devotamentul și generozitatea manifestate în promovarea idealurilor democratice și creștine” (ianuarie 2004).